# 장송선
장송선은 바이오솔루션 전 대표이며, 현재 헬릭스미스 대표이다.

## 의료 활동
비뇨기과 진료를 보았으며 성전환 수술도 집도했다.

## 기업 활동
바이오솔루션의 MCTT 시절 경영에 참여했다가 2015년부터 그만둔 뒤 2019년부터 다시 경영에 참여중이다.

## 같이 보기
- 김결희
- 김석권